# Avi Toledano
Avi Toledano (Meknès, 4 de abril de 1948) é um cantor israelense. Participou no Festival Eurovisão da Canção em 1982 com a canção "Hora", obteve o segundo lugar.Em 1983 criou a canção "Chai",sendo interpretada no Festival Eurovisão pela já falecida cantora de Origem Yemenita Ofra Haza. Dentre seus sucessos: ''Kol Chayai'', ''Ma Hashuv Hayom'', ''Liora'' e dois clássicos cantados por ele em hebraico como ''La Boheme'' e ''La Mama'' de Charles Aznavour. Avi também tem sucessos gravados em francês.
Discografia
- 1968 - Avi Toledano Ve' David Kribushe Orchestra
- 1969 - Avi
- 1970 - The Best Of Avi Toledano
- 1970 - Shir Sovev Olam
- 1972 - Bagan Arafeli
- 1974 - Stam Ben Adam
- 1976 - Zirat Hai
- 1977 - Ha'Shirim Ha'Yafim
- 1978 - La Bohème
- 1978 - Avi Toledano (Álbum em francês)
- 1981 - Kol Hayai
- 1982 - Mifgashim
- 1983 - Teudat Zehot
- 1984 - Ani Rak Over
- 1986 - Tirkedi Et Ha'Layla
- 1988 - Viktor
- 1989 - Avi Toledano Shar Hanoch Levin
- 1992 - Maroker
- 1993 - Kol Shiri (The Greatest Hits by Avi Toledano)
- 1998 - Kol Hayai Ha'Osef (Coleção em 2 CDs)
- 2002 - Perahi Ha'Zman
- 2005 - Be'Ragua
- 2007 - At Ve'Ani, Ve'Hu
- 2011 - Le Chanssonier (Álbum em francês, 2 CDs)
- 2014 - Erom